# 宛城の戦い
宛城の戦い（えんじょうのたたかい）は、中国後漢末期の197年に曹操と張繡との間で行われた戦い。張繡が曹操に対し反乱を起こし、曹操は大敗を喫して曹操の子曹昂、甥の曹安民、猛将典韋が戦死した。ここでは、その後の曹操と張繡の動向についても記述する。

## 事前の経緯
197年、曹操は張繡が拠点としている宛を攻略するため、本拠地の許昌より兵を起こし、淯水まで進んでその地に陣を敷いた。張繡は曹操軍の侵攻を知り、参謀であった賈詡に助言を求めると、賈詡は一旦曹操に降伏し、その後に時期を見て追い払うことを進言した。張繡はその進言を採用し、軍勢を引き連れて曹操に降伏すると、曹操はこの申し出を受け入れて引き続き宛を統治する事を許した。その後、自身もまた宛に入城し、しばらくの間滞在する事とした。
張繡の陣営には胡車児という武勇に優れた将がおり、曹操はその勇猛さを称賛し、自ら彼へ金銀財宝を送った。張繡はこの件を知ると、曹操が胡車児を抱き込んで自らを暗殺するつもりなのではないかと訝しがるようになった。また、曹操は宛に滞在中、張繡の義理の叔母に当たる鄒氏を気に入り、自らの妾にした。鄒氏は張繡の族叔父である張済の後妻であり、張済の死後は張繡が面倒を見ていた。その為、曹操と鄒氏の関係がその耳に入ると、激怒して曹操に恨みを抱くようになった。曹操もまた張繡の不満が募っている事を知って殺害を密かに計画したが、曹操の動向を警戒していた張繡は事前にその計画を察知し、先手を打って曹操軍を急襲することを決意した。

## 戦いの経緯
張繡は奇襲を決行するに当たり、賈詡の立案した計略を採用した。まず、軍を大通りに移動させる為、曹操軍の陣営を通過させて欲しいと曹操に申し出た。その際、所有している車が少なく輜重が重い事から、兵士に鎧を付けたままで移動させて欲しいと合わせて願い出た。曹操がこれを信じて全て快諾すると、張繡は兵士に完全武装させた上で陣営へ赴き、そのまま奇襲を仕掛けた。曹操は異変を察知すると陣営を出て迎撃しようとしたが、全く備えをしていなかった為にまともに指揮が執れなかった。その為、形勢不利を悟ると軽装の騎馬で逃走を図った。
曹操配下の典韋は陣門の中に留まって奮戦し、張繡軍の侵入を拒んだ。これにより敵兵は散り散りになり、他の門より侵入する外なかった。この時、典韋の部下はまだ10人余りいたが、みな決死の覚悟で戦い、1人で10人以上の敵と打ち合っていた。次第に敵の攻勢は激しくなり、相手にする数も増えていったが、典韋は防戦を続けて長い戟を右へ左へ振り回し、1振りで10本以上の矛を打ち砕いた。だが、周りにいた部下は戦死してほぼいなくなっており、自身も数十ヶ所に傷を負っていた。それでもなお抗戦し、短い武器に持ち替えて白兵戦を続け、敵が進み出て組み付こうとすると2人の敵兵を両脇に挟んで殺したので、敵は恐れて進むことができなかった。さらには再び敵に突進して数人を打ち取ったが、この時には既に致命傷といえる傷を負っており、遂に典韋は口を開いて目を怒らせ、大声で敵軍を罵倒しながら息絶えた。敵兵はようやく典韋に接近すると、彼の首を取ってそれを周りに渡して見せ物にした。あまりの壮絶な死に様に軍中の多くの者が典韋の体を一目見ようと群がったという。
混乱の最中、ばらばらになっていた曹操の軍はみな間道を通って逃げ惑いながら曹操の姿を探し回っていた。ただ于禁だけは部下数百人を指揮し、向かってくる敵軍の迎撃に当たり、死傷者は出したものの脱走する兵は一人としていなかった。敵の追撃が少しずつ緩くなってくるのを確認すると、おもむろに隊列を整え、太鼓を鳴らしながら退却した。
この時、曹操は絶影という馬に乗り、息子の曹昂とともに宛より北へ向かって逃亡していた。だが、追撃軍により絶影は頬と足を射られて走れなくなり、曹操自身にも矢が刺さって右腿を負傷してしまった。曹昂もまた負傷して馬に乗れなくなっていたため、彼は自分の馬を曹操に提供した。これにより曹操は逃げ果せることができたが、曹昂は敵の追撃を受けて戦死してしまった。甥の曹安民もまた撤退する曹操を守って戦死した。
こうして曹操はどうにか敵の手から逃れると、舞陰まで引き返すことが出来た。張繡は騎兵を引き連れて舞陰を攻撃したが、曹操の援軍が駆けつけたために撃退された。

## 戦後
曹操は舞陰まで引き返したとき、典韋の死を知って涙を流し、その遺体を奪い返してくる者を募った。また。告別式には自ら臨んでその場でも再度号泣し、棺を襄邑に送り届けると、典韋の子典満を郎中に任命した。以降、曹操は宛のそばを通り過ぎる度、いつも中牢(羊と豚)の生け贄を捧げて祈り、典韋の事を思った。さらに典満を司馬に取り立てると、身近に仕えさせたという。

## その後の抗争
張繡は劉表と同盟を結んで穣に拠点を移した。曹操が舞陰から許昌に帰還すると、曹操に臣従していた南陽郡及び章陵郡の豪族は反逆し、再び張繡に味方した。曹操は曹洪を派遣してこれを討伐させるも、破ることはできなかった。曹洪は引き返して南陽郡の葉に駐屯したが、劉表軍・張繡軍にしばしば侵害された。
197年11月、曹操は劉表・張繡を攻撃するため、自ら南征した。進軍の途中に淯水に臨むと、そこで亡くなった将士達の祠を弔った。その後、荊州南陽郡の湖陽を根拠地としていた劉表配下の鄧済を攻め、これを生け捕った。これにより湖陽を制圧すると、さらに舞陰も続けざまに攻略した。
198年3月、曹操は穣に軍を進めると、張繡を包囲した。198年5月、劉表は張繡を救援するため兵を派遣し、曹操軍の背後に付けた。このとき、袁紹が許昌を攻める素振りを見せたため、曹操は止む無く穣の包囲を諦めて軍を撤退させることとなったが、劉表と張繡の軍が迫っており、戻るに戻れない状況であった。なんとか安衆まで兵を移動させることが出来たが、そこで前後より挟撃を受けた。そのため、曹操は部下に命じて夜通しで要害の地に穴を掘らせ、地下道を作った。そこに輜重車両を全て隠し入れると、奇襲のため兵を伏せた。夜が明け、張繡と劉表が曹操軍の陣地へと向かって進撃すると、兵が全く見当たらなかったため逃走したと思い込み、全軍で突撃してきた。そこで曹操は伏せていた兵を放ち、騎兵を用いて敵を挟みうちにして散々に撃破した。こうして曹操は無事許昌へ引き返す事が出来たが、張繡は賈詡の進言により、再び曹操軍の背後を攻撃した。2度目の奇襲は予想していなかったため、曹操軍の後方は脆弱であり、簡単にやられてしまった。

## 降伏
199年、曹操と袁紹が官渡で対峙すると、袁紹は張繡を味方とするために使者を遣わした。張繡はこの申し出に承諾しようとしたが、賈詡は会合の席上で使者を追い返してしまい、さらに曹操に降るよう強く進言した。張繡は袁紹の方が曹操より強いと思っており、曹操とは数々の遺恨があるため、この提案には難色を示した。賈詡は曹操に降る理由として３つを挙げ、一つは曹操が天子を奉じていること、二つは曹操の勢力は弱小であるために味方になる勢力は必ず厚遇してくれること、三つは天下統一を狙う曹操なら個人的な怨恨は水に流し、自分の懐の広さを内外に知らしめようとするに違いないであろうことであった。張繡はこの話を聞いて賈詡の意見に従うようになり、曹操への降伏を決断した。曹操は張繡の帰順を知ると、これを厚くもてなし、張繡の娘を自らの子である曹均の嫁にし、さらに張繡を揚武将軍に任命した。また、曹操は参謀の賈詡についても厚遇し、執金吾に任命し、参司空軍事に封じた。その後、賈詡は冀州牧に栄転し、以後は曹操の参謀としてその手腕を振るった。